# 巴拉捷
巴拉捷（法語：Baratier，法語發音：[baʁatje]）是法国上阿尔卑斯省的一个市镇，位于该省东南部，属于加普区。

## 地理
巴拉捷（44°32'16"N, 6°29'43"E）面积15.99 平方千米，位于法国普罗旺斯-阿尔卑斯-蓝色海岸大区上阿尔卑斯省，该省份为法国东南部内陆省份，北起萨瓦省，西北接伊泽尔省，西南接德龙省，南至上普罗旺斯阿尔卑斯省，东北部与意大利接壤。
与巴拉捷接壤的市镇（或旧市镇、城区）包括：克罗、昂布兰、莱索尔、圣索沃尔。

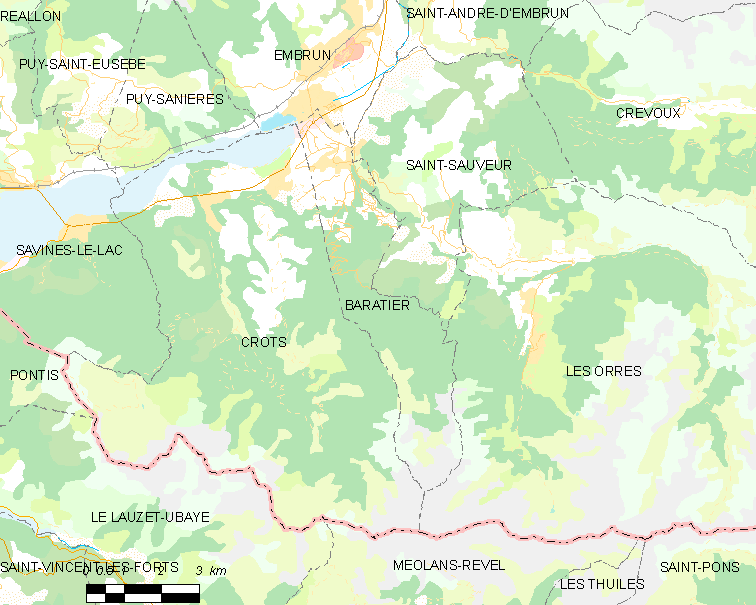
巴拉捷的OSM定位图

巴拉捷的时区为UTC+01:00、UTC+02:00（夏令时）。

## 行政
巴拉捷的邮政编码为05200，INSEE市镇编码为05012。

## 政治
巴拉捷所属的省级选区为昂布兰县。

## 人口

1962-2008年间巴拉捷人口变化图示

巴拉捷于2022年1月1日时的人口数量为643人。